# كلستانة
كَلِستانة أو كَلِستانا أو (نقحرة: كالستانو) (بالإيطالية: Calestano)‏ هي بلدية في مقاطعة بارما في إقليم إميليا رومانيا الإيطالي.

## السكان
في سنة 1861 بلغ عدد السكان 2٬633 نسمة، وتطور العدد ليصل في سنة 2011 لـ 2٬033 نسمة.
يظهر هذا المخطط البياني تطور النمو السكاني لـكَلِستانة